# Boulevards des Maréchaux
Les boulevards des Maréchaux forment un ensemble continu de boulevards qui ceinturent Paris, à la limite de la ville, sur une longueur de 33,7 kilomètres. Ce nom collectif découle du fait qu'à leur création, la totalité de ces boulevards portaient des noms de maréchaux du Premier Empire. Parmi les trois boulevards supplémentaires qui ont été ouverts par la suite, l'un porte le nom d'un amiral napoléonien et deux, plus récents, les noms de généraux de la France libre.

## Historique
Les boulevards des Maréchaux occupent l'emplacement de l’ancienne route militaire (ou rue Militaire) qui longeait l'enceinte de Thiers, bâtie de 1841 à 1844. L'extension de Paris en 1860 par annexion des communes riveraines a étendu la capitale précisément jusqu'à cette enceinte, qui avec son large glacis marquait une profonde rupture dans le tissu urbain. Le projet d'Haussmann de créer un boulevard de ceinture large de 40 m, à l'emplacement de la rue militaire, est déclaré d'utilité publique et le boulevard est découpé en dix-neuf sections en 1864. Cependant l'élargissement projeté nécessitait d'exproprier les terrains privés vers l'intérieur. Aussi, cette rocade de grande largeur était incomplète en 1919. La chaussée des boulevards n'avait à cette date, pour la plus grande partie, que de 12 à 13 mètres de largeur. Ils n'avaient pas attiré les activités urbaines, étant bordés par de petites propriétés privées ou des immeubles de rapport dépourvus de commerces côté ville et par le rempart du côté de la banlieue.

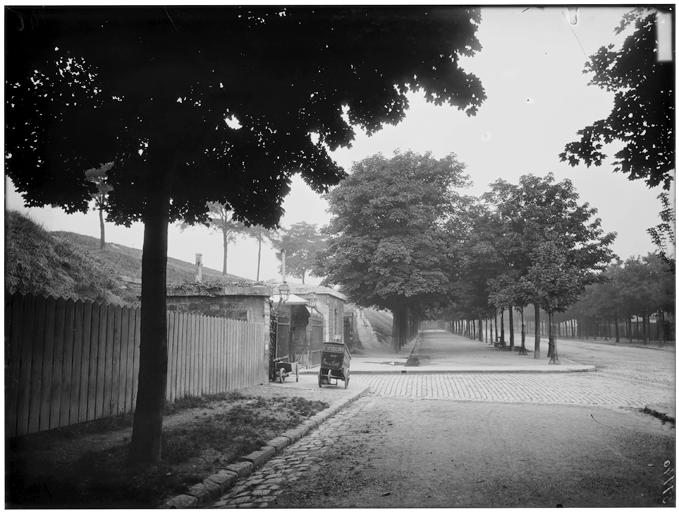
Le boulevard Kellermann vers 1910.
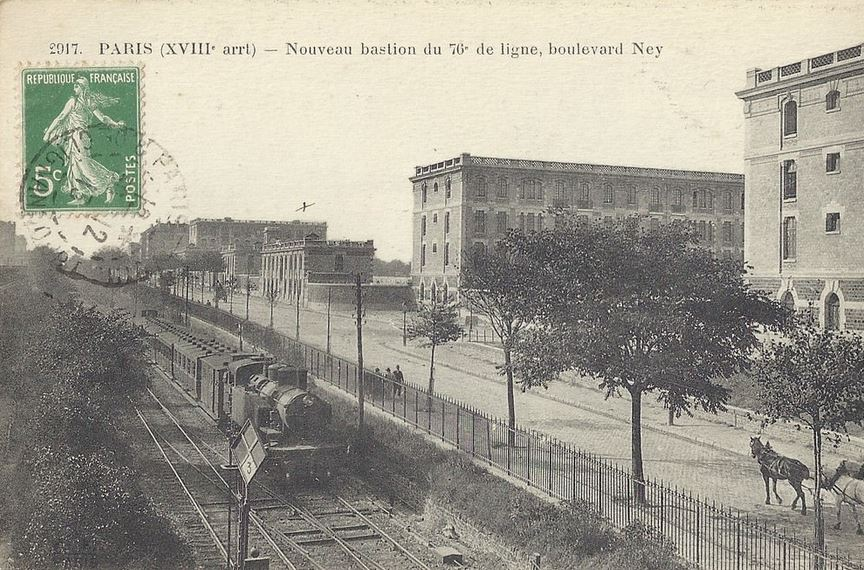
Le boulevard Ney vers 1910.
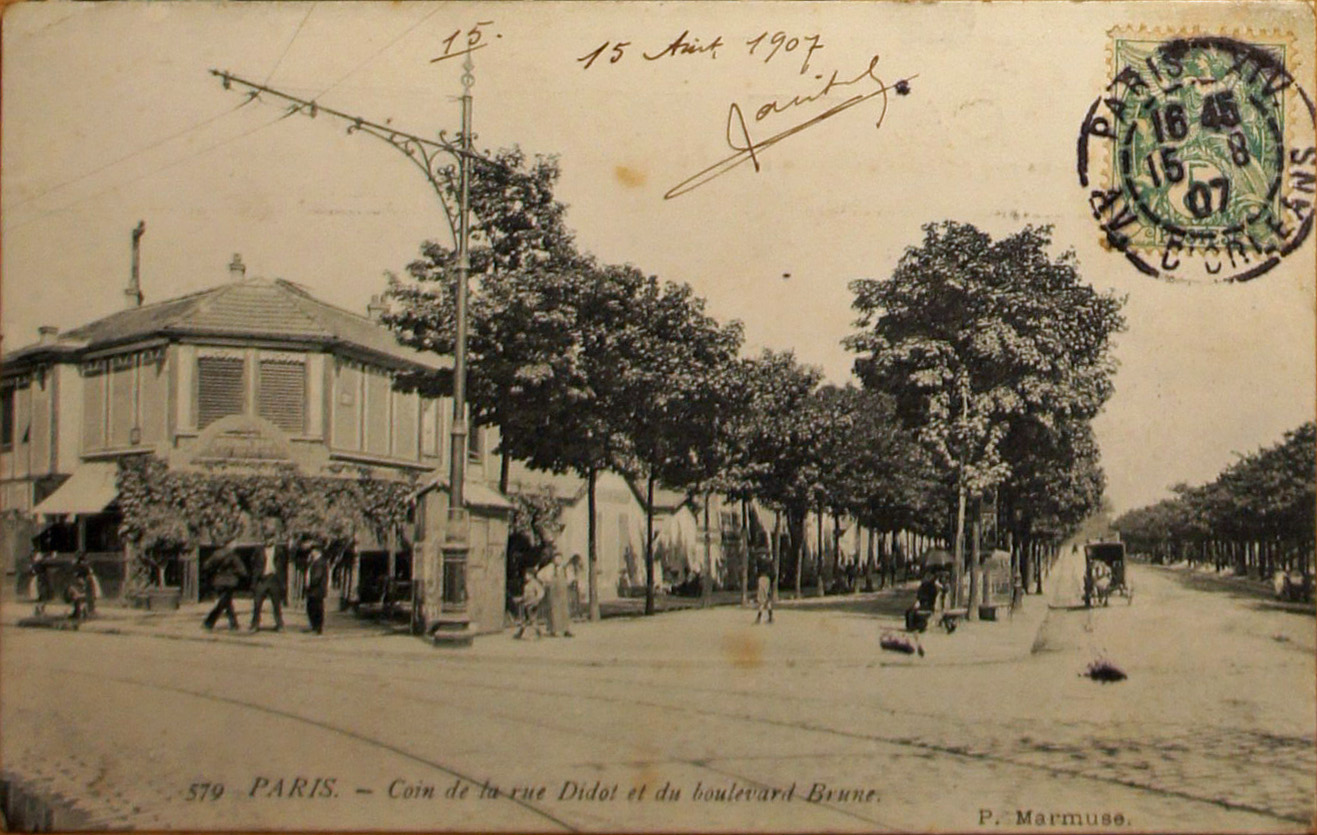
Le boulevard Brune à l'angle de la rue Didot en 1907.
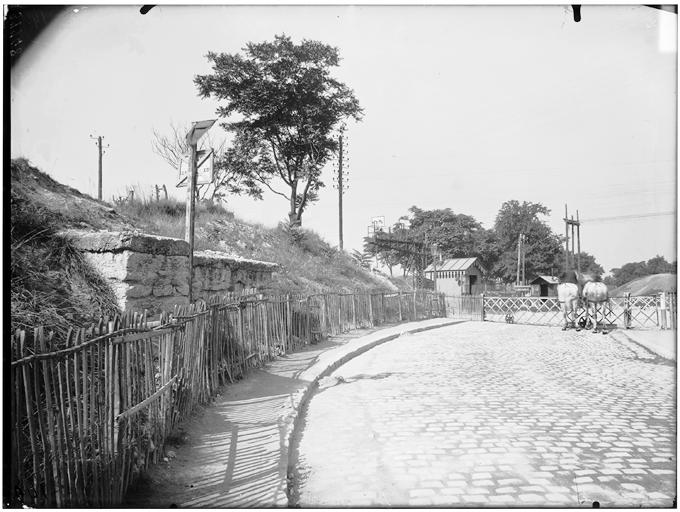
Le boulevard Brune vers 1910, avec son passage à niveau.

L'achèvement de cette rocade de 40 mètres au début des années 1920 fait suite au déclassement des fortifications en 1919. Ces boulevards drainent rapidement une forte circulation.
| Nom du boulevard            | Personnage                      | Début                 | Fin                                                          |
| --------------------------- | ------------------------------- | --------------------- | ------------------------------------------------------------ |
| Boulevard Poniatowski       | Joseph-Antoine Poniatowski      | Porte de Bercy        | Porte de Picpus (porte Dorée)                                |
| Boulevard Soult             | Jean-de-Dieu Soult              | Porte de Picpus       | Porte de Vincennes                                           |
| Boulevard Davout            | Louis Nicolas Davout            | Porte de Vincennes    | Porte de Bagnolet                                            |
| Boulevard Mortier           | Édouard Mortier                 | Porte de Bagnolet     | Porte de Romainville (porte des Lilas)                       |
| Boulevard Sérurier          | Jean Mathieu Philibert Sérurier | Porte de Romainville  | Canal de l'Ourcq                                             |
| Boulevard Macdonald         | Étienne Macdonald               | Canal de l'Ourcq      | Porte d'Aubervilliers                                        |
| Boulevard Ney               | Michel Ney                      | Porte d'Aubervilliers | Porte de Saint-Ouen                                          |
| Boulevard Bessières         | Jean-Baptiste Bessières         | Porte de Saint-Ouen   | Porte de Clichy                                              |
| Boulevard Berthier          | Louis-Alexandre Berthier        | Porte de Clichy       | Porte de la Révolte                                          |
| Boulevard Gouvion-Saint-Cyr | Laurent de Gouvion-Saint-Cyr    | Porte de la Révolte   | Porte Maillot                                                |
| Boulevard Lannes            | Jean Lannes                     | Porte Maillot         | Porte de la Muette                                           |
| Boulevard Suchet            | Louis-Gabriel Suchet            | Porte de la Muette    | Porte d'Auteuil                                              |
| Boulevard Murat             | Joachim Murat                   | Porte d'Auteuil       | Seine                                                        |
| Boulevard Victor            | Claude-Victor Perrin            | Seine                 | Porte de Versailles                                          |
| Boulevard Lefebvre          | François Joseph Lefebvre        | Porte de Versailles   | Faisceaux de voies de la gare Montparnasse (porte de Vanves) |
| Boulevard Brune             | Guillaume Brune                 | Porte de Vanves       | Porte d'Orléans                                              |
| Boulevard Jourdan           | Jean-Baptiste Jourdan           | Porte d'Orléans       | Porte de Gentilly                                            |
| Boulevard Kellermann        | François Christophe Kellermann  | Porte de Gentilly     | Porte d'Italie                                               |
| Boulevard Masséna           | André Masséna                   | Porte d'Italie        | Porte de la Gare                                             |

Dans les années 1920, le démantèlement de l'enceinte permet d'urbaniser les terrains situés à l'extérieur de la ceinture de boulevards. On y construit notamment des habitations à bon marché (HBM) et des équipements publics, comme le parc des expositions de la porte de Versailles, le stade Charléty ou le palais de la Porte-Dorée. Des parcs sont également aménagés, comme le square Séverine, le parc Kellermann ou le parc de la Butte du Chapeau-Rouge. Les pavillons de la cité internationale universitaire de Paris sont érigés au milieu d'un vaste espace vert le long du boulevard Jourdan.
En 1932, une section du boulevard Lannes est renommée boulevard de l'Amiral-Bruix (un amiral de l'épopée napoléonienne). En 1987, une section du boulevard Victor devient boulevard du Général-Martial-Valin (un général de l’armée de l'air de la France libre). En 2005, une partie du boulevard Masséna est rebaptisée boulevard du Général-d'Armée-Jean-Simon (un autre officier de la France libre, compagnon de la Libération).

## Géographie

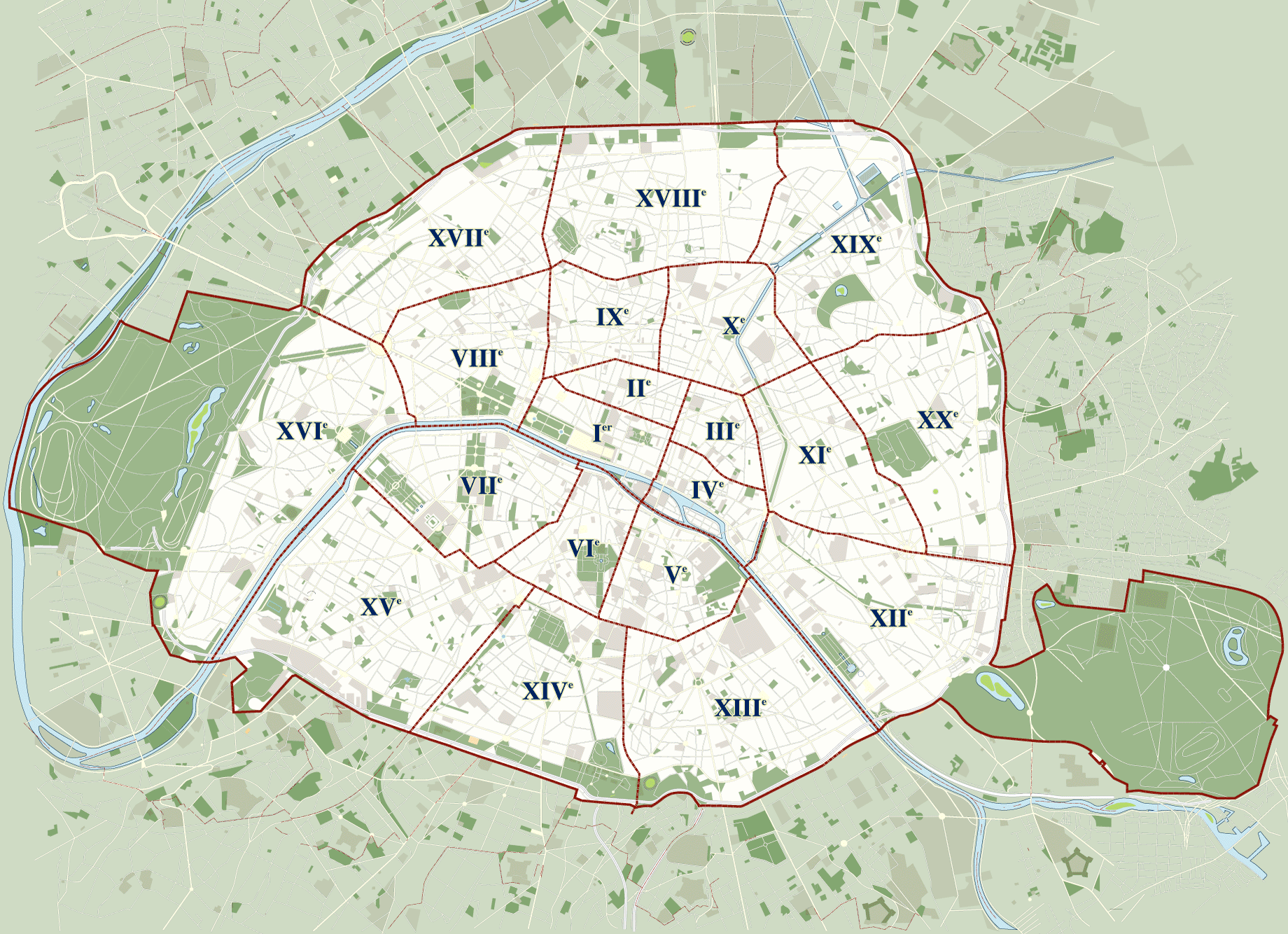
Paris et ses arrondissements

Les boulevards des Maréchaux forment un ruban quasiment continu qui fait le tour de Paris. Doublant le boulevard périphérique du côté intérieur à une distance de 150 mètres en moyenne, les boulevards des Maréchaux ne forment pas comme lui une autoroute urbaine, mais une voie ordinaire. Ils comportent donc, sauf exception (quelques souterrains dénivelés ressemblant à des échangeurs), des intersections à niveau et la vitesse y est limitée à 50 km/h.
Les boulevards relient les différentes portes de Paris et sont au sud, à l'est et au nord de la ville bordés, mais à une distance allant jusqu'à 1,4 km environ au niveau de Ménilmontant, par la ligne de Petite Ceinture, ancienne ligne de chemin de fer en partie désaffectée. L'espace compris entre les boulevards des Maréchaux et le boulevard périphérique, récupéré sur l'ancien glacis de l'enceinte de Thiers, forme une bande urbanistiquement différente du reste de la capitale : on y trouve un nombre important de logements collectifs de type Habitation à bon marché en briques rouges typiques, d'établissements d'enseignement, de gymnases et stades, et même quelques espaces verts, ainsi que la Cité universitaire internationale.

## Aménagements
Des pistes et bandes cyclables ont été aménagées, formant la ligne v10 (Petite Ceinture) du réseau Vélo Île-de-France (précédemment connu comme RER-Vélo).
Au sud et au sud-est, la ligne 3a du tramway d'Île-de-France suit les boulevards des Maréchaux, du pont du Garigliano à la porte de Vincennes. À l'est, au nord et à l’ouest, la ligne T3b prend le relais de la porte de Vincennes à la porte Dauphine.
Aux essences arbustives déjà présentes sur ces boulevards – aulne, catalpa, chêne, érable, érable pourpre, érable negundo, févier, marronnier, micocoulier, mûrier à feuilles de platane, noyer, orme de Sibérie, orme, peuplier blanc, paulownia tomenteux, platane commun, sophora et tilleul – viennent s'ajouter albizzia, amélanchier, arbre de Judée, aubépine, cerisier à grappes, cerisier à fleurs,charme-houblon, frêne, frêne à fleurs, noisetier de Byzance, magnolia de Kobé, poirier à feuilles de saule, poirier de Chine et sorbier.

## Singularités
Étienne Eustache Bruix, Jean Simon et Martial Valin, dont les noms ont été attribués à certaines portions renommées au XXe siècle, sont tous trois des personnalités militaires, mais sont les seuls à ne pas être des maréchaux du Premier Empire.
Il existe une légère discontinuité au franchissement de la Seine, au pont du Garigliano : entre le boulevard du Général-Martial-Valin et le boulevard Murat, en plus du pont du Garigliano, il faut emprunter la partie sud du quai Louis-Blériot sur un peu plus de cent mètres pour « rejoindre les maréchaux ». Exelmans, fidèle pendant la monarchie de Juillet et la Deuxième République du futur Napoléon III (dont le boulevard n'est pas « des maréchaux »), fut aide-de-camp de Murat. En un sens, il continue de l'épauler, puisque, à l'endroit de cette discontinuité, le boulevard Exelmans permet, sans emprunter le boulevard Murat, de rejoindre directement un autre boulevard portant un nom de maréchal, en l'occurrence le boulevard Suchet, en coupant à travers le sud-ouest du 16e arrondissement de Paris.
Les boulevards d'Indochine et d'Algérie suivent de plus près le contour de Paris en évitant une portion du boulevard Sérurier.
Sur les vingt-six maréchaux du Premier Empire, seuls les noms de dix-neuf ont été attribués à un boulevard. Sur les sept maréchaux sans boulevard, quatre n'ont aucune voie portant leur nom dans Paris : Bernadotte et Marmont considérés comme traîtres à la France ; Grouchy, fait maréchal durant les Cent-Jours, et prétendument responsable de la défaite de Waterloo ; Pérignon, qui a cherché à organiser dans le Midi un plan de résistance contre Napoléon en 1815, a été rayé de la liste des maréchaux pendant les Cent-Jours. En revanche, la mémoire d'Augereau (écarté par Napoléon, qui le qualifie de « traître à la France » durant les Cent-Jours), Moncey (destitué par Louis XVIII), et Oudinot est perpétuée par des rues de Paris ; Moncey est en outre représenté par une statue se trouvant sur la place de Clichy, lieu de son dernier combat.